# صريحة (اسم)
صريحة هو اسم علم مؤنث من أصل عربي، ومعناه هو السحابة الصغيرة، وهو تصغير مزنة والقطعة من السحاب الماطرة.

## وصلات خارجية
- موسوعة السلطان قابوس لأسماء العرب نسخة محفوظة 5 أبريل 2019 على موقع واي باك مشين.